# Григорьев, Иосиф Фёдорович
Иосиф Фёдорович Григорьев (16 (28) мая 1890, Санкт-Петербург — 14 мая 1949) — советский учёный-геолог, академик АН СССР (1946), директор Института геологических наук АН СССР (1941—1942, 1947—1949).
Будучи старшим геологом Геологического Комитета, посетил Норильское месторождение в низовьях Енисея для изучения его руд. Один из основоположников исследований металла, крупнейший специалист по геологии рудных месторождений, разработал классификацию структур руд, исследователь Рудного Алтая.

## Биография
Родился 16 (28) мая 1890 в Санкт-Петербурге.

### Образование
В 1908 году окончил 11 гимназию в Санкт-Петербурге с золотой медалью.
В 1908—1916 годах учился в Горном институте. Его преподавателями в то время были: профессор минералогии В. В. Никитин, кристаллограф Е. C. Фёдоров, кафедру в то время возглавлял профессор геологии К. И. Богданович.

### Научная работа
С 1916 года начал изучение Рудного Алтая. Выполнял многочисленные экспертизы на севере страны (в Норильском районе), в Западной Сибири, а также на Колыме. В 1921 году впервые в Советском Союзе начал читать в Горном институте минераграфию — новую научную дисциплину, представляющую собой точный метод определения оптических констант в непрозрачных рудных минералах. Также он принял участие в начале металлогенических исследований, то есть исследований проблемы закономерностей расщепления оруденений на территории СССР. Для современной геологии металлогения стала одним из главных направлений.
В 1927 году был выбран старшим геологом Геологического комитета. С 1926 года возглавлял металлическую секцию Геолкома до его ликвидации в 1930 году.
В 1930 году переехал в Москву, работал профессором Московской горной академии, читал курс «рудные месторождения».
С 1933 года работал в Геологическом институте АН СССР заведующим рудным отделом.
В 1935 году ему была присуждена учёная степень кандидата геолого-минералогических наук без защиты диссертации.
15 марта 1937 года — присуждена учёная степень доктора геолого-минералогических наук без защиты диссертации, за выдающиеся работы в области изучения рудных месторождений.
В конце 1937 года институт был реорганизован в Институт геологических наук АН СССР:
- заместитель директора института (1937—1939).
- директор института (1941—1942) и (1947—1949).

В 1939 году избран членом-корреспондентом АН СССР, а в 1946 году — действительным членом АН СССР.
В 1939—1946 годах — заместитель председателя Комитета по делам геологии при СНК СССР.
В 1941—1946 годах — Председатель Президиума Казахского филиала АН СССР.
Во время Великой Отечественной войны был членом Комиссии по мобилизации природных ресурсов на нужды обороны страны.
В 1944 году был назначен членом Высшей аттестационной комиссии при Комитете по делам высшей школы.
В 1945—1947 годы был главным геологом Комиссии по созданию отечественной базы атомного сырья.
В 1947 году назначен членом научно-технического совета Министерства геологии СССР.
Ответственный редактор тематических научных сборников по геологии и журнала «Советская геология».

### Репрессии
31 марта 1949 года был неожиданно арестован по «Красноярскому делу», на рабочем месте, кабинет директора ИГН АН СССР надолго опечатали.
Скончался 14 мая 1949 года после допросов в тюрьме МГБ СССР.
Суд проходил посмертно в октябре 1950 года, поэтому указывали дату смерти 14 мая 1951 года
31 марта 1954 года был полностью реабилитирован.

## Арест и тюрьма
3 марта 1949 года старший оперуполномоченный 1-го отделения Отдела «К» МГБ СССР майор Малов вынес решение об аресте директора Института геологических наук АН СССР, академика И. Ф. Григорьева по так называемому «Красноярскому делу».
Арестован 31 марта дома в Москве. В документах было указано: «являясь одним из руководителей геологической службы в СССР, Григорьев, хорошо зная месторождения Алтая и их значение, скрывает богатые месторождения редких металлов на Алтае и препятствует их промышленному освоению». Решение об аресте и обыске было утверждено 1 апреля 1949 года.
Решением совещания при Министерстве госбезопасности СССР 28 октября 1950 года (Протокол № 52. Архив № 3656. 320). Григорьев «за проведение вредительской работы в области геологии и шпионаж» был приговорен к 25 годам лишения свободы. Намечалось отбывание срока в Дальстрое МВД СССР по специальности геолога. По данным спецотдела МВД СССР, И. Ф. Григорьев умер в Бутырской тюрьме 14 мая 1951 года в Москве, когда ему было всего 61 год. Говорят, он вернулся с очередного допроса и упал, но не смог подняться
Он был один из главных обвиняемых по «Красноярскому делу» — группу геологов обвиняли в том, что они с вредительской целью скрывали имеющиеся якобы на юге Красноярского края урановые месторождения. В марте-июне 1949 года в Ленинграде, Москве, Красноярске, Томске и других городах страны было арестовано «за участие в антисоветской группе» около тридцати геологов, в числе которых были известные учёные и преподаватели, крупные специалисты, работники Министерства геологии. В Москве были арестованы чл.- кор. АН СССР А. Г. Вологдин, референт министра геологии М. И. Гуревич, председатель техсовета Мингео проф. В. М. Крейтер, сотрудник Мингео Меерсон, гл. геолог Тувинской экспедиции Ю. М. Шейнманн; в Ленинграде — научные сотрудники ВСЕГЕИ В. Н. Верещагин, В. Н. Доминиковский, Б. К. Лихарев и Я. С. Эдельштейн, профессора В. К. Котульский и М. М. Тетяев; в Томске — профессора и преподаватели университета и Политехнического института И. К. Баженов , А. Я. Булынников, М. И. Кучин, Н. Е. Мартьянов, В. Д. Томашпольская, В. А. Хахлов, Ф. Н. Шахов; в Иркутске — преподаватель Горно-металлургического института Л. И. Шаманский. Были арестованы академик АН КазССР М. П. Русаков, нач. экспедиции Западно-Сибирского ГУ Б. Ф. Сперанский, гл. инженер треста «Запсибцветметразведка» К. С. Филатов и большая группа геологов из Красноярска : В. В. Богацкий, Н. Я. Коган, Ю. Ф. Погоня-Стефанович, О. К. Полетаева, А. А. Предтеченский, Н. Ф. Рябоконь, Г. М. Скуратов. В число арестованных попал и академик АН СССР химик—органик А. А. Баландин.
Во время допросов в тюрьме, несмотря на все старания палачей, он не подписал никаких протоколов, никого не оговорил. Суда не было. Приговор был вынесен ОСО МГБ СССР 28 октября 1950 года: 25 лет без права переписки с конфискацией имущества. Из квартиры было конфискованы мебель, посуда, одежда всей семьи осужденного.
Обвинение было настолько нелепо и необоснованно, что семья осужденного подавала заявление о реабилитации неоднократно с 1949 по 1954 год. Ответ всегда был один и тот же:

«В связи с Вашей жалобой по поручению административного отдела ЦК ВКП(б) военной прокуратурой войск МГБ СССР дело по обвинению Иосифа Фёдоровича Григорьева проверено. Установлено, что Григорьев И. Ф. осужден правильно и оснований к пересмотру решения по его делу нет. — Подпись: военный прокурор войск МГБ».
Скончался в камере 14 мая 1951 года после очередного допроса. Реабилитирован посмертно 31 марта 1954 года.

## Семья
- Брат — Григорьев, Фёдор Фёдорович
- Сестра — Григорьева, Лариса Фёдоровна.

Жена, сын.

## Награды и премии
- 1944 — Орден Трудового Красного Знамени, за успешное выполнение заданий правительства (14 января)
- 1945 — Медаль «За доблестный труд в Великой Отечественной войне 1941—1945 гг.» (6 июня)
- 1945 — Орден Трудового Красного Знамени, за выдающиеся заслуги в развитии науки и техники, в связи с 220-летием АН СССР (10 июня)

## Публикации
Основные публикации:
- Григорьев И. Ф. Лазурские и Чигирские рудники на Алтае. Геологический Комитет. Материалы по общей и прикладной геологии. Выпуск 77. Л. Издание Геологического комитета. — 1928. — 68 с.
- Григорьев И. Ф. Геолого-экономическое описание полиметаллических месторождений Алтая.
- Григорьев И. Ф. Геологические исследования площади, на которой сосредоточены важнейшие рудники Змеиногорского района.
- Григорьев, И. Ф. Основные черты металлогении Рудного Алтая и Калбы. — Большой Алтай. (Т. I). Л. 1934. Стр. 37—51